# HMS Abbotsham
HMS „Abbotsham” – brytyjski kuter trałowy typu Ham. Okręt został nazwany na cześć wsi Abbotsham w Devon. „Abbotsham” był wybudowany w stoczni Blackmore w Bidefort. Był to jedyny jak do tej pory okręt brytyjski noszący nazwę „Abbotsham”.